# Sacarose
A sacarose, também conhecida como açúcar de mesa, é um tipo de glicídio formado por uma molécula de glicose (C6H12O6), produzida pela planta ao realizar o processo de fotossíntese, e uma de frutose. Encontra-se em abundância na cana-de-açúcar, frutas e na beterraba.

## Utilização
A sacarose, o açúcar comum comercial, é amplamente distribuído entre as plantas superiores. Encontra-se na cana de açúcar (Saccharum officinarum) e na beterraba (Beta vulgaris), sendo que o suco da primeira, a garapa, contém de 15-20% e o da segunda de 14-18% de sacarose. É doce e a sua fermentação por leveduras é muito utilizada comercialmente.
É hidrolisada com grande facilidade por ácidos diluídos, resultando da reação ao açúcar invertido, isto é, a mistura equimolar de D-glicose e D-frutose, que é levogira, porque a frutose possui rotação específica negativa (-92,4º) mais alta do que a rotação específica positiva da glicose (+52,7º). A reação é chamada de inversão e é estritamente monomolecular, isto é, a fração da sacarose presente, cindida por unidade de tempo, é constante. Assim, a velocidade da reação depende exclusivamente da concentração de sacarose. A inversão da sacarose pode ser efetuada também enzimaticamente. A invertase, que cinde os b-frutosídeos, e as a-glicosidases são as enzimas que catalisam a sua hidrólise.
À base disso, a sacarose é considerada um a-glicosídeo e um b-frutosídeo.A sacarose não é um açúcar redutor. Isso significa que os dois grupos redutores dos monossacarídeos que a formam estão envolvidos na ligação glicosídica, ou seja, o átomo de carbono C1 da glicose e C2 da frutose devem participar da ligação. A hidrólise ácida da sacarose octometilada fornece 2,3,4,6-tetra-O-metil-D-glicose e 1,3,4,6-tetra-O-metil-D-frutose.
O açúcar, como também é conhecido, é normalmente encontrado no estado sólido e cristalino. É usado para alterar (adoçar) o gosto de bebidas e alimentos. É produzido comercialmente a partir de cana-de-açúcar ou de beterraba. Pelo menos metade da energia necessária para um indivíduo viver seu dia a dia pode ser encontrada na natureza, sob a forma de açúcares e amidos.

## Formas de apresentação da sacarose
- Açúcar mascavo ou açúcar mascavado (açúcar bruto): açúcar petrificado, de coloração variável entre caramelo e marrom, resultado da cristalização do mel-de-engenho, e ainda com grande teor de melaço.Também é chamado de açúcar moreno, açúcar bruto ou gramixó.[2]
- Açúcar demerara: açúcar granulado de coloração amarela, resultante da purgação do açúcar mascavo, e com teor de melaço em sua composição, mais utilizado para exportação.
- Açúcar refinado granulado: puro, sem corantes, sem umidade ou empedramento e com cristais bem definidos e granulometria homogênea. O açúcar refinado granulado é muito utilizado na indústria farmacêutica, em confeitos, xaropes de excepcional transparência e mistura seca em que são importantes pelo aspecto, escoamento e solubilidade.[3]
- Açúcar refinado amorfo: com baixa cor, dissolução rápida, granulometria fina e brancura excelente, o refinado amorfo é utilizado no consumo doméstico, em misturas sólidas de dissolução instantânea, bolos e confeitos, caldas transparentes e incolores.
- Açúcar cristal: com cristais grandes e transparentes, difíceis de serem dissolvidos em água. Depois do cozimento passa apenas por um refinamento leve, que retira 90% dos sais minerais. Por ser econômico e render bastante, o açúcar cristal aparece com frequência em receitas de bolos e doces.
- Glaçúcar: o conhecido "açúcar de confeiteiro", com grânulos bem finos, cristalinos, produzido diretamente na usina, sem refino e destinado à indústria alimentícia, que o utiliza em massas, biscoitos, confeitos e bebidas.
- Xarope invertido: Com 1/3 de glicose, 1/3 de frutose e 1/3 de sacarose, solução aquosa com alto grau de resistência à contaminação microbiológica, que age contra a cristalização e a umidade. É utilizado em frutas em calda, sorvetes, balas e caramelos, licores, geleias, biscoitos e bebidas carbonatadas. O xarope de açúcar invertido pode ser facilmente feito adicionando água e aproximadamente um grama de ácido cítrico por quilograma de açúcar. O creme de tártaro (um grama por quilograma) ou suco de limão fresco (20 mililitros por quilograma) também pode ser usado[4]. (O suco de limão é de ácido cítrico de 5% a 6%, com uma quantidade insignificante de ácido ascórbico, por isso corresponderia a cerca de 20 gramas de suco de limão por quilograma de açúcar). A mistura é fervida para chegar a uma temperatura de 114 ° C (237 ° F)[4]  e converterá bastante sacarose para efetivamente prevenir a cristalização, sem dar um sabor sensivelmente amargo. O xarope de açúcar invertido também pode ser produzido sem o uso de ácidos ou enzimas apenas por meio de meios térmicos: duas partes de sacarose granulada e uma parte de água cozida em fogo baixo durante cinco a sete minutos converterá uma parcela modesta para açúcar invertido.
- Xarope simples ou açúcar líquido: transparente e límpido, é também uma solução aquosa, usada quando é fundamental a ausência de cor, caso de bebidas claras, balas, doces e produtos farmacêuticos.
- Açúcar orgânico: produto de granulação uniforme, produzido sem nenhum aditivo químico, tanto na fase agrícola como na industrial. Pode ser encontrado nas versões clara e dourada. Seu processamento segue princípios internacionais da agricultura orgânica e é anualmente certificado pelos órgãos competentes. Na produção do açúcar orgânico, todos os fertilizantes químicos são substituídos por um sistema integrado de nutrição orgânica para proteger o solo e melhorar suas características físicas e químicas. Evita-se doenças com o uso de variedades mais resistentes e combatem-se pragas (como a broca-da-cana) com seus predadores naturais – vespas, por exemplo.

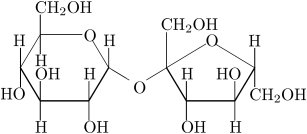
Representação química da molécula de sacarose, um carboidrato.

## Produção no Brasil
O Brasil produz açúcar a partir da cana-de-açúcar, devido a sua alta concentração de sacarose (15% a 20%) e também as condições climáticas favoráveis ao plantio. A Rússia, maior importadora de açúcar brasileiro, extraía toda a sua produção a partir da beterraba (14% a 18% de sacarose), mas devido ao preço exorbitante de sua produção optou por importar açúcar brasileiro.

## Extração industrial a partir da cana-de-açúcar
A produção brasileira de sacarose, ou açúcar comum, é basicamente a partir da extração do caldo da cana de açúcar (Saccharum officinarum). Em um processo industrial, a produção baseia-se em moer, filtrar e ferver o caldo para em seguida centrifugar o melado transformando-o em açúcar. A adição de compostos químicos ao açúcar vão definir qual o tipo que será produzido.